# أتوفاكوين
الأتوفاكوين (بالإنجليزية: Atovaquone)‏ (التدقيق الإملائي البديل: atavaquone) هو مركب كيميائي ينتمي إلى فئة من نفتوكينون . أتوفاكوين هو هيدروكسي-1,4-نفتوكينون، تناظرية من يوبيكوينون، مع النشاط antipneumocystic. يتم تصنيعها في الولايات المتحدة في شكل سائل، أو معلق عن طريق الفم، تحت اسم العلامة التجارية Mepron. الزمرة الدوائية هذا المستحضر عبارة عن مضاد للأوالي، يستخدم لعلاج الشكل الحاد من ذات الرئة بالمتكيس الرئوي الكاريني، ويستخدم أيضاً لعلاج التهاب الدماغ بالمقوسات القندية.

## الاستعمال الطبي
أتوفاكوين هو دواء يستخدم لعلاج أو منع:
1. على سبيل المثال الالتهاب الرئوي (PCP)،[2][3] يستخدم في الحالات الخفيفة، على الرغم من أنه لم تتم الموافقة لعلاج الحالات الشديدة.
2. على سبيل المثال داء المقوسات،[4] لدواء له فعالية ضد الطفيليات وتأثير علاجي.
3. على سبيل الملاريا، وهو واحد من هذين العنصرين (جنبا إلى جنب مع البروغوانيل) في الدواء أتوفاكون / بروغوانيل. له آثار جانبية أقل وأكثر تكلفة من مفلوكوين.[5]

- يستخدم لعلاج الشكل الحاد من ذات الرئة بالمتكيس الرئوي الكاريني عند المرضى الذين لا بتحملون تريميثوبريم أو سالفاميثوكسازول، كذلك يستخدم للوقاية من هذا المرض عند الذين لايتحملون المحضر المشترك كو- تريموكسازول.
- يستخدم أيضاً لعلاج التهاب الدماغ بالمقوسات القندية.[6]

## الاستخدام خلال الحمل
ينتمي إلى المجموعة C.

## مضادات الاستطباب
فرط الحساسية للمركب أو لأحد مكوناته.

## الجرعة
اليافعين والبالغين (فموياً)
- لعلاج ذات الرئة بالمتكيس الرئوي الكريني: 750 ملغ مرتين/يوم مع الطعام لمدة 21 يوم.
- للوقاية من ذات الرئة بالمتكيس الرئوي الكاريني: 1500 ملغ مرة واحدة/يوم مع الطعام.

## الآثار الجانبية
تحدث بنسية تزيد عن 10%
- متنوعة: قلق، أرق، صداع، طفح، إسهال، سعال.

تحدث بنسبة 1-10%
- متنوعة: دوام، حكة، انخفاض سكر الدم، نقص الصوديوم، لذع خلف القص، فقر دم، قلة محببات، سلاق، ضعف عضلي.[8]

## المستحضرات الصيدلانية
يُحضر على شكل معلق (فموي) بتركيز 750 ملغ/5 مل.